# Antonio Segni
Antonio Segni (ur. 2 lutego 1891 w Sassari, zm. 1 grudnia 1972 w Rzymie) – włoski prawnik i polityk, minister w różnych rządach, dwukrotny premier Włoch, prezydent tego kraju w latach 1962–1964, działacz i jeden z przywódców Chrześcijańskiej Demokracji, senator dożywotni. Ojciec Mariotta Segniego.

## Życiorys
Ukończył studia prawnicze, pracował jako nauczyciel akademicki. W latach 1920–1925 kierował katedrą postępowania cywilnego na Uniwersytecie w Perugii, następnie wykładał na uczelniach m.in. w Cagliari i Pawii. Od 1946 do 1951 zajmował stanowisko rektora Uniwersytetu w Sassari.
Był działaczem Akcji Katolickiej, a także Włoskiej Partii Ludowej, założonej przez Luigiego Sturzo. Jako przeciwnik faszyzmu zrezygnował z aktywności politycznej. Powrócił do tej działalności w 1943, tworząc struktury Chrześcijańskiej Demokracji na Sardynii. W drugim rządzie Ivanoe Bonomiego, w rządzie Ferruccia Parriego oraz w pierwszym rządzie Alcide De Gasperiego zajmował stanowisko podsekretarza stanu w resorcie rolnictwa i leśnictwa.
W 1946 został posłem do powołanej po II wojnie światowej konstytuanty (Assemblea Costituente della Repubblica Italiana), która działała do 1948. W tym samym roku został po raz pierwszy wybrany do Izby Deputowanych. W niższej izbie włoskiego parlamentu zasiadał nieprzerwanie do 1962 jako poseł I, II i III kadencji.
W kolejnych rządach Alcide De Gasperiego pełnił funkcję ministra rolnictwa i leśnictwa, wykonywał czasowo obowiązki ministra sprawiedliwości, a w 1951 został ministrem edukacji. To samo stanowisko zajmował w gabinecie, którym kierował Giuseppe Pella.
Od lipca 1956 do maja 1957 i ponownie od lutego 1959 do marca 1960 piastował funkcję premiera Włoch. Pierwszy z gabinetów współtworzyła koalicja chadeków, socjaldemokratów i liberałów. Drugi rząd, w którym objął też urząd ministra spraw wewnętrznych, opierał się wyłącznie na Chrześcijańskiej Demokracji. Między tymi okresami był wicepremierem i ministrem obrony w drugim rządzie Amintore Fanfaniego. Od 1960 do 1963 w trzech kolejnych gabinetach stał na czele resortu spraw zagranicznych.
6 maja 1962 Antonio Segni został wybrany na urząd prezydenta Republiki Włoskiej. Z powodów zdrowotnych ustąpił z urzędu 6 grudnia 1964. Do czasu swojej śmierci zasiadał następnie z urzędu w Senacie IV, V i VI kadencji.

## Odznaczenia
- Wielki Mistrz Orderu Zasługi Republiki Włoskiej – ex officio (1962–1964)
- Wielki Mistrz Orderu Wojskowego Włoch – ex officio (1962–1964)
- Wielki Mistrz Orderu Zasługi za Pracę – ex officio (1962–1964)
- Wielki Mistrz Orderu Gwiazdy Solidarności Włoskiej – ex officio (1962–1964)
- Order Złotej Ostrogi (1962, Watykan)[4]
- Order Najwyższy Chrystusa (1963, Watykan)[4]
- Wielki Łańcuch Orderu Sikatuny (Filipiny)